# Майер, Маркус
Маркус Майер (нем. Marcus Maier; род. 18 декабря 1995, Вена, Австрия) — австрийский футболист, полузащитник клуба «Флоридсдорф».

## Карьера

### Клубная карьера
Маркус начал заниматься футболом в детской команде «Ахау». В 2009 году он перешёл в юношескую команду «Тренквальдер Адмира». Спустя два года он присоединился к молодёжному составу «Адмира Ваккер Мёдлинг».
23 апреля 2013 Майер дебютировал за вторую команду клуба из Мёдлинга.
Первый матч в Австрийской Бундеслиге Маркус провёл 2 августа 2014 года, выйдя на замену в матче с «Рапидом».

### Карьера в сборной
В конце мая 2015 года Маркус был включён в заявку молодёжной сборной австрийцев для участия в мировом первенстве в Новой Зеландии. Однако ни одного матча на турнире не провёл.